# يان جينغ
يان جينغ هي مبارزة بالسيف صينية، ولدت في 28 أكتوبر 1970.

## وصلات خارجية
- يان جينغ على موقع أوليمبيديا (الإنجليزية)